# Why I Should Not Marry
Why I Should Not Marry è un film muto del 1918 diretto da Richard Stanton.

## Produzione
Il film fu prodotto dalla Fox Film Corporation.

## Distribuzione
Non si conosce la data di distribuzione del film.